# 太陽系外惑星エンサイクロペディア
太陽系外惑星エンサイクロペディア（たいようけいがいわくせいエンサイクロペディア、英語: The Extrasolar Planets Encyclopaedia）とは、太陽系外惑星のデータについて扱った天文学ウェブサイトである。

## 概要
太陽系外惑星エンサイクロペディアの主要なコンテンツの1つは、太陽系外惑星の質量、半径、軌道長半径、公転周期、軌道傾斜角、表面温度、大気組成、発見年や発見日など基礎的な情報をまとめたカタログである。すべての惑星候補を含んだカタログの他に、観測手法別に分けたカタログや、未確認あるいは発見が撤回された惑星のカタログも作成されている。また惑星や恒星の個別ページも存在し、詳細情報や関連文献を閲覧できる。しかし、恒星の個別ページは現在、廃止されている。この他に太陽系外惑星に関する文献へのリンク集もある。これらのページは論文や学会での発表を元に随時更新されている。
サイトは1995年2月にパリ天文台の Jean Schneider により開設された。言語は英語の他にフランス語・スペイン語・ポルトガル語・ドイツ語・ポーランド語・イタリア語・ペルシア語・アラビア語・ロシア語に対応している。
2015年9月2日には日本語版が発足したが、2016年時点で日本語化されているのはごくわずかである。
太陽系外惑星エンサイクロペディアは、論文やメディアでしばしば紹介されている。また、天体データベースのSIMBADでも、系外惑星エンサイクロペディアへのリンクが使用されている。